# 模拟漏洞
模拟漏洞（英語：analog hole）是复制保护技术中一个本质上无法避免的漏洞，利用它可以通过模拟信号来复制受版权保护的作品。只要数字信息转换成了人类可识别的模拟信号，就不难再把模拟信号重新编码为不受限制的数字格式，由此绕过原数字媒体的限制。由于数字作品最后都需要转换成模拟信号才能提供给用户，使用数字版权管理的出版社将其视为数字版权管理的最大困境。

## 概述
虽然转换模拟信号到数字信号的技术已经存在了一段时间，但直到1990年代后期DRM广泛部署后才被认为是“漏洞”。如果没有高端设备，则转录时会发生失真，转录成品的质量将差于原件。
2002年和2003年，美国影业公开探讨了通过立法来"修补模拟漏洞"，而最有可能的方案是通过监管，限制数字录制设备录制商业影像的能力。有多个组织和议案讨论了此类提议，其中包括内容保护状态报告、消费者宽带和数字电视促进法，以及模拟信号重转换讨论小组。由于监管可以强制要求录制设备检测水印，也许能给水印专利的持有者提供一笔收入，数字水印技术的发明者对此特别感兴趣。
为了绕过立法方面的阻力，电影业还尝试了通过私营部门的手段来消灭模拟漏洞。
- 混淆模拟信号来干扰录制设备。例如Macrovision为了阻止VCR和DVD播放机进行录制，会故意输出受干扰的信号，削弱视频的自动增益控制，造成亮度有很大的波动。虽然计划中这只会影响录制下来的副本，但也可能造成无意的副作用，影响到观看视频原件。一些厂商声称开发出了可以阻止电脑显卡进行录制的技术，但市面上也有设备可以对抗这种技术。
- 在商议合同时，录制设备厂商可能会被要求检测输入信号中的水印（或Macrovision，或DCS的复制保护，或CGMS-A），并限制相应的录制功能。例如厂商在获取数字版权管理方案的专利授权时，授权合同中很可能会要求限制录制功能，因此不得不给录制设备添加限制。
- 在商议合同时，机顶盒厂商也可能受出版或广播公司的要求，提供禁用模拟信号的选项，或者在特定时段干扰模拟信号的输出。这是可选输出控制的一个例子，广播公司可以让所有合规设备不通过模拟信号来输出，据此阻止对某个节目的录制。在一些新式播放设备上，模拟信号输出已被完全消灭。

虽然大部分人都无法做到，但理论上可以组装一个逐帧复制画面和音频的播放器，也就绕过了所有的限制措施。许多私录者会用录影机直接录制屏幕，或者使用没有实现限制措施的设备来播放视频。实际上，美国运动图像协会建议了使用摄像机来规避DVD的内容扰乱系统。

## 工程、商业和政治
“堵上模拟漏洞”这一概念可能基于对模拟信号和数字信号的本质性误解。商业和政治方面的诉求加上对技术的误解，如此产生的立法和行业惯例从工程学角度来看常是毫无效率或有缺陷的。